# Olympische Sommerspiele 2024/Schwimmen – 400 m Freistil (Frauen)
Der Schwimmwettkampf über 400 Meter Freistil der Frauen bei den Olympischen Spielen 2024 in Paris wurde am 27. Juli 2024 in der Paris La Défense Arena ausgetragen. Titelverteidigerin war die Australierin Ariarne Titmus, die in Tokio in einer Zeit von 3:56,69 Minuten gewann und auch über 200 Meter Freistil triumphierte.

## Rekorde
Vor Beginn der Olympischen Spiele waren folgende Rekorde gültig:
| Weltrekord         | Ariarne Titmus | 3:55,38 min | Fukuoka        | 23. Juli 2023  |
| Olympischer Rekord | Katie Ledecky  | 3:56,46 min | Rio de Janeiro | 7. August 2016 |

## Titelträgerinnen
| Olympische Spiele 2020       | Ariarne Titmus         | 3:56,69 min | Tokio             |
| Weltmeisterschaften 2024     | Erika Fairweather      | 3:59,44 min | Doha              |
| Afrikaspiele 2023            | Catherine van Rensburg | 4:17,92 min | Accra             |
| Panamerikanische Spiele 2023 | Paige Madden           | 4:06,45 min | Santiago de Chile |
| Asienspiele 2022             | Li Bingjie             | 4:01,96 min | Hangzhou          |
| Europameisterschaft 2022     | Isabel Gose            | 4:04,13 min | Rom               |
| Pazifikspiele 2023           | Lara Grangeon          | 4:24,85 min | Honiara           |

## Qualifikation
Als Olympische Normzeit (OQT) wurde eine Zeit von 4:07,90 Minuten festgelegt. Athletinnen die diese Zeit im Qualifikationszeitraum (1. März 2023 bis 23. Juni 2024) erreichten, durften an den Start gehen. Die Anzahl der Athletinnen war auf maximal zwei pro NOK beschränkt. Darüber hinaus wurden weitere Plätze an Schwimmerinnen vergeben, die die Olympische Basiszeit (OCT) von 4:09,14 Minuten geschwommen waren (maximal eine Schwimmerin pro NOK). Über Universalstartplätze bestand eine weitere Chance für die Teilnahme, auch für Athletinnen die keine der beiden Normzeiten schwimmen konnten.

## Vorläufe
Die 8 schnellsten Athletinnen aller Läufe qualifizierten sich für das Finale.
| Rang | Lauf | Bahn | Athlet                   | Nation                       | Zeit        | Anmerkung |
| ---- | ---- | ---- | ------------------------ | ---------------------------- | ----------- | --------- |
| 1    | 3    | 5    | Katie Ledecky            | Vereinigte Staaten           | 4:02,19 min | Q         |
| 2    | 3    | 4    | Ariarne Titmus           | Australien                   | 4:02,46 min | Q         |
| 3    | 2    | 5    | Erika Fairweather        | Neuseeland                   | 4:02,55 min | Q         |
| 4    | 2    | 4    | Summer McIntosh          | Kanada                       | 4:02,65 min | Q         |
| 5    | 2    | 2    | Jamie Perkins            | Australien                   | 4:03,30 min | Q         |
| 6    | 2    | 3    | Paige Madden             | Vereinigte Staaten           | 4:03,34 min | Q         |
| 7    | 2    | 6    | Maria Fernanda Costa     | Brasilien                    | 4:03,47 min | Q         |
| 8    | 3    | 6    | Isabel Gose              | Deutschland                  | 4:03,83 min | Q         |
| 9    | 3    | 3    | Li Bingjie               | China                        | 4:03,96 min |           |
| 10   | 3    | 7    | Liu Yaxin                | China                        | 4:04,39 min |           |
| 11   | 3    | 1    | Waka Kobori              | Japan                        | 4:08,02 min |           |
| 12   | 2    | 1    | Valentine Dumont         | Belgien                      | 4:08,25 min |           |
| 13   | 3    | 8    | Ajna Késely              | Ungarn                       | 4:08,90 min |           |
| 14   | 1    | 4    | Leonie Märtens           | Deutschland                  | 4:09,62 min |           |
| 15   | 2    | 8    | Anastasiia Kirpichnikova | Frankreich                   | 4:10,32 min |           |
| 16   | 3    | 2    | Gabrielle Roncatto       | Brasilien                    | 4:10,46 min |           |
| 17   | 2    | 7    | Eve Thomas               | Neuseeland                   | 4:11,86 min |           |
| 18   | 1    | 5    | Agostina Hein            | Argentinien                  | 4:14,24 min |           |
| 19   | 1    | 6    | Anastasiya Zelinskaya    | Usbekistan                   | 4:31,71 min |           |
| 20   | 1    | 2    | Natalia Kuipers          | Amerikanische Jungferninseln | 4:33,46 min |           |
| 21   | 1    | 3    | Karin Belbeisi           | Jordanien                    | 4:37,30 min |           |

## Finale
| Rang | Bahn | Athlet               | Nation             | Zeit        | Anmerkung |
| ---- | ---- | -------------------- | ------------------ | ----------- | --------- |
| 1    | 5    | Ariarne Titmus       | Australien         | 3:57,49 min |           |
| 2    | 6    | Summer McIntosh      | Kanada             | 3:58,37 min |           |
| 3    | 4    | Katie Ledecky        | Vereinigte Staaten | 4:00,86 min |           |
| 4    | 3    | Erika Fairweather    | Neuseeland         | 4:01,12 min |           |
| 5    | 8    | Isabel Gose          | Deutschland        | 4:02,14 min | NR        |
| 6    | 4    | Paige Madden         | Vereinigte Staaten | 4:02,26 min |           |
| 7    | 1    | Maria Fernanda Costa | Brasilien          | 4:03,53 min |           |
| 8    | 2    | Jamie Perkins        | Australien         | 4:04,96 min |           |